# Município de Vitolište
Vitolište é um antigo município localizado na atual Macedônia do Norte.